# Wereldkampioenschap schaken 2023
Het Wereldkampioenschap schaken van 2023 is een tweekamp die van 7 tot en met 30 april 2023 werd gehouden in Astana tussen Jan Nepomnjasjtsjii en Ding Liren; de twee hoogstgeëindigden van het kandidatentoernooi van 2022. Oorspronkelijk zou regerend wereldkampioen Magnus Carlsen spelen, maar in juli 2022 maakte hij bekend dat hij zijn titel niet zou verdedigen. Vervolgens werd besloten dat de runner-up van het kandidatentoernooi, Ding Liren, zijn plaats mocht innemen. Het toernooi werd gewonnen door Ding Liren na een tiebreak.

## Kandidatentoernooi
Het kandidatentoernooi werd gehouden van 17 juni t/m 5 juli 2022 in Madrid. In eerste instantie zou Sergej Karjakin spelen, maar omdat hij de Russische invasie in Oekraïne openlijk steunde, werd hij voor zes maanden geschorst van alle FIDE-activiteiten met rating. Ding Liren mocht Karjakins plaats innemen, omdat hij de hoogste rating had van de spelers die zich niet hadden gekwalificeerd.

### Deelnemers
| Kwalificatie                                                          | Speler                      | FIDE-rating |
| --------------------------------------------------------------------- | --------------------------- | ----------- |
| Verliezer match wereldkampioenschap schaken 2021                      | Jan Nepomnjasjtsjii         | 2766        |
| Twee hoogst geëindigde spelers FIDE Wereldbeker 2021                  | Jan-Krzysztof Duda          | 2750        |
| Twee hoogst geëindigde spelers FIDE Wereldbeker 2021                  | Sergej Karjakin (geschorst) |             |
| Twee hoogst geëindigde spelers in de FIDE Grand Swiss Tournament 2021 | Alireza Firouzja            | 2793        |
| Twee hoogst geëindigde spelers in de FIDE Grand Swiss Tournament 2021 | Fabiano Caruana             | 2783        |
| Twee hoogst geëindigde spelers FIDE Grand Prix 2022                   | Hikaru Nakamura             | 2760        |
| Twee hoogst geëindigde spelers FIDE Grand Prix 2022                   | Richárd Rapport             | 2764        |
| Speler ter vervanging van Karjakin                                    | Ding Liren                  | 2806        |
| Een speler uitgekozen door de organisatie                             | Teimour Radjabov            | 2753        |

### Eindstand
| Naam                | Punten | SB  | 1 | 2  | 3  | 4  | 5  | 6  | 7  | 8  |
| ------------------- | ------ | --- | - | -- | -- | -- | -- | -- | -- | -- |
| Jan Nepomnjasjtsjii | 9½     | 62  | * | 1½ | 1  | 1  | 1  | 2  | 1½ | 1½ |
| Ding Liren          | 8      | 52  | ½ | *  | ½  | 1½ | 1½ | 1  | 1½ | 1½ |
| Teimour Radjabov    | 7½     | 52  | 1 | 1½ | *  | 1  | ½  | 1  | 1  | 1½ |
| Hikaru Nakamura     | 7½     | 50¼ | 1 | ½  | 1  | *  | 1  | 1½ | 1½ | 1  |
| Fabiano Caruana     | 6½     | 46½ | 1 | ½  | 1½ | 1  | *  | 1  | ½  | 1  |
| Alireza Firouzja    | 6      | 39½ | 0 | 1  | 1  | ½  | 1  | *  | 1  | 1½ |
| Jan-Krzysztof Duda  | 5½     | 38½ | ½ | ½  | 1  | ½  | 1½ | 1  | *  | ½  |
| Richárd Rapport     | 5½     | 37¾ | ½ | ½  | ½  | 1  | 1  | ½  | 1½ | *  |

## Match
De match tussen Ding en Nepomniachtchi werd in april 2023 in Astana gespeeld.
| Speler              | Rating | 1 09/04 | 2 10/04 | 3 12/04 | 4 13/04 | 5 15/04 | 6 16/04 | 7 18/04 | 8 20/04 | 9 21/04 | 10 23/04 | 11 24/04 | 12 26/04 | 13 27/04 | 14 29/04 | TB 30/04 | Totaal |
| ------------------- | ------ | ------- | ------- | ------- | ------- | ------- | ------- | ------- | ------- | ------- | -------- | -------- | -------- | -------- | -------- | -------- | ------ |
| Ding Liren          | 2788   | ½       | 0       | ½       | 1       | 0       | 1       | 0       | ½       | ½       | ½        | ½        | 1        | ½        | ½        | 2½       | 7      |
| Jan Nepomnjasjtsjii | 2795   | ½       | 1       | ½       | 0       | 1       | 0       | 1       | ½       | ½       | ½        | ½        | 0        | ½        | ½        | 1½       | 7      |

### De match per partij
1. Nepomnjasjtsjii krijgt met wit in een Spaanse partij een licht overwicht, maar Ding houdt remise: ½–½.
2. Ding verrast met 4. h3 in het geweigerd damegambiet, maar Nepomnjasjtsjii wint met zwart: 1½–½.
3. Nepomnjasjtsjii opent met d4, maar de partij eindigt in een : 2–1.
4. Het Engels vierpaardenspel komt op het bord, Ding offert een pion voor twee sterke centrumpionnen. Nepomnjasjtsjii maakt met 28... Pd4 een fout en Ding trekt de partij gelijk: 2–2.
5. Het Spaans komt weer op het bord waarna Nepomnjasjtsjii langzaam Ding onder druk zet en voor de tweede keer in vijf partijen wint: 3–2.
6. Ding verrast met het London System, na een middenspel ziet Nepomnjasjtsjii een matpatroon na 41. d5 over het hoofd en Ding maakt gelijk: 3–3.
7. Het Frans komt op het bord, Ding blundert in tijdnood een pion. Nepomnjasjtsjii komt weer voor: 4–3.
8. Het Nimzo-Indisch wordt gespeeld, Nepomnjasjtsjii staat na 31... Dh4 verloren, maar Ding maakt er geen gebruik van: 4½–3½.
9. Ding speelt de Berlijnse verdediging en Nepomnjasjtsjii lijkt licht voor te komen. Ding offert een pion en na 82 zetten wordt er remise afgesproken: 5–4.
10. Opnieuw komt het Engels vierpaardenspel op het bord. Beide spelers eindigen het spel met slechts de koning, een remise dus wegens onvoldoende materiaal: 5½–4½.
11. Het Spaans wordt gespeeld waarna tussen zet 19 en 28 niet minder dan achttien keer geslagen wordt en een snelle remise bereikt wordt: 6–5.
12. Ding speelt het Colle System waarna beide spelers meerdere inaccurate zetten doen. Nepomnjasjtsjii verspeelt een voorsprong en blundert 34... f5??. Ding maakt gelijk: 6–6.
13. Opnieuw wordt het Spaans gespeeld, Ding offert een kwaliteit voor het loperpaar en een pion en na een zettenherhaling wordt het 6½–6½ met nog één partij te gaan.
14. Vanuit het Nimzo-Indisch ontwikkelt zich een partij waarbij Nepomnjasjtsjii in een toreneindspel een pion voorkomt, maar Ding verdedigt correct en na 90 zetten wordt het remise. De uitslag van het klassieke deel is 7–7 en tiebreaks moeten de wereldkampioen aanwijzen.